# مسجد نظام‌الدوله
مسجدنظام الدوله مربوط به دوره قاجار است و در تهران، خیابان ناصرخسرو، کوچه ناظم الاطباء واقع شده و این اثر در تاریخ ۲۵ مهر ۱۳۸۳ با شمارهٔ ثبت ۱۱۲۱۰ به‌عنوان یکی از آثار ملی ایران به ثبت رسیده است.

## نگارخانه

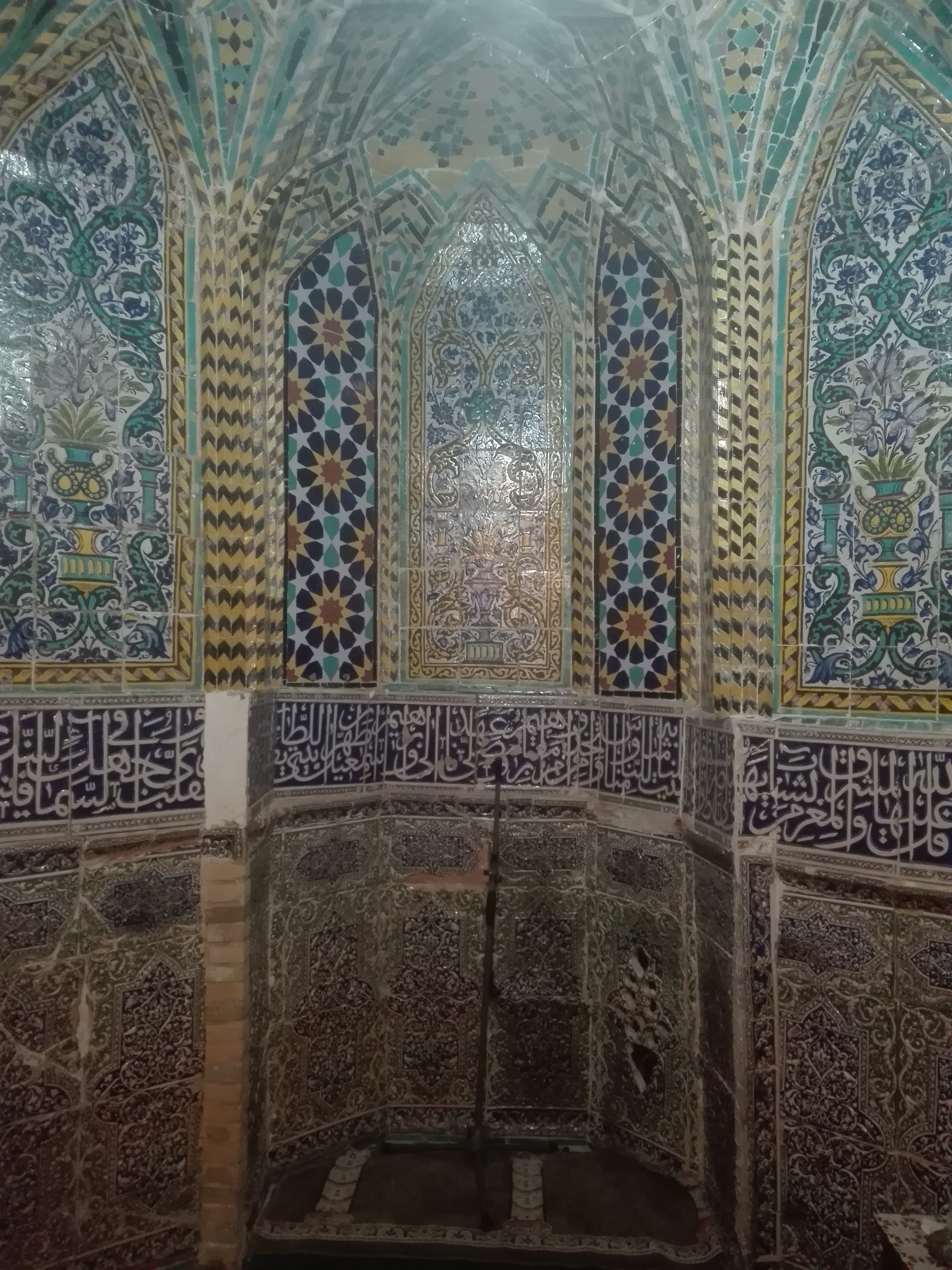
مسجد نظام الدوله
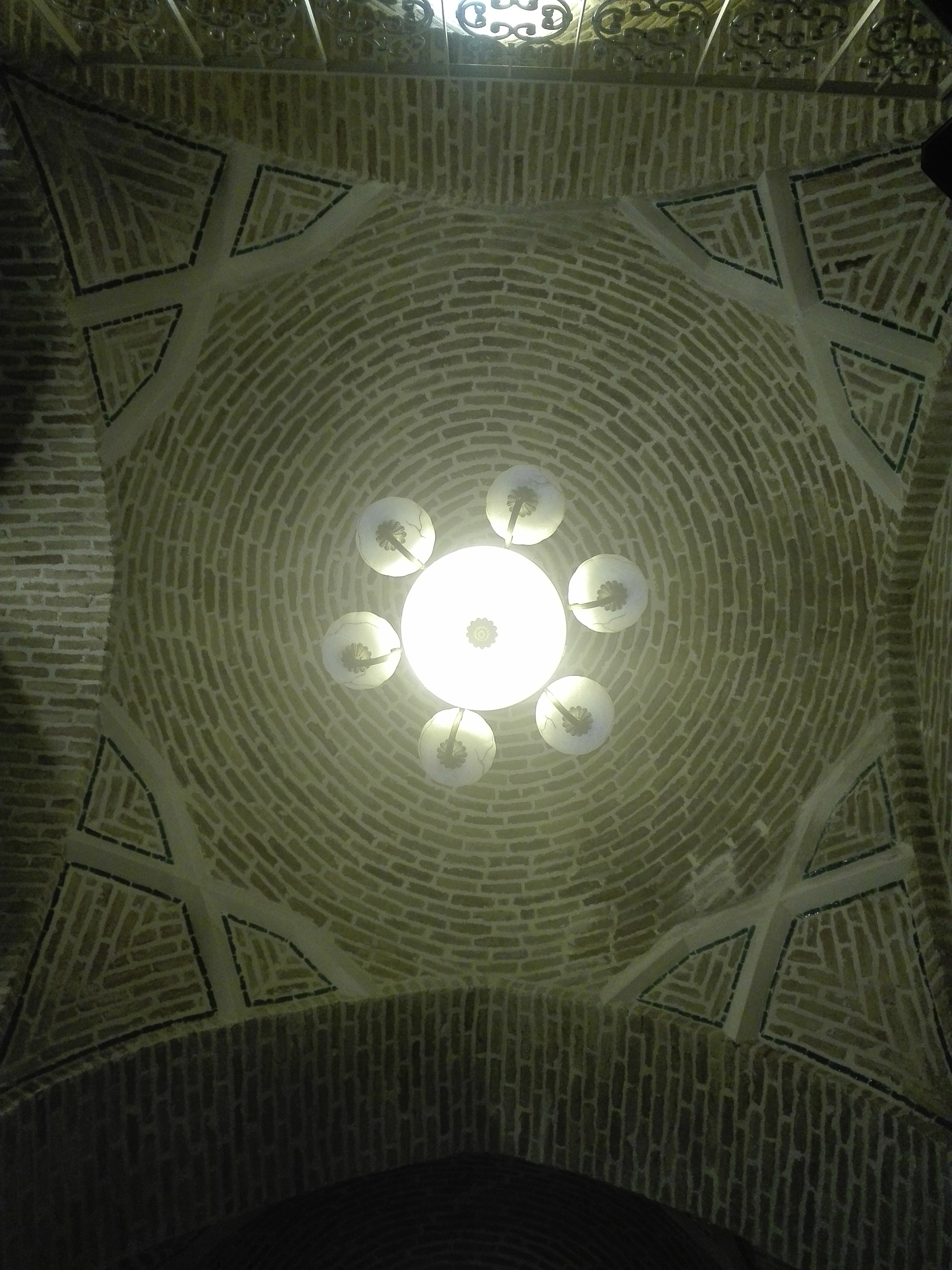
مسجد نظام الدوله
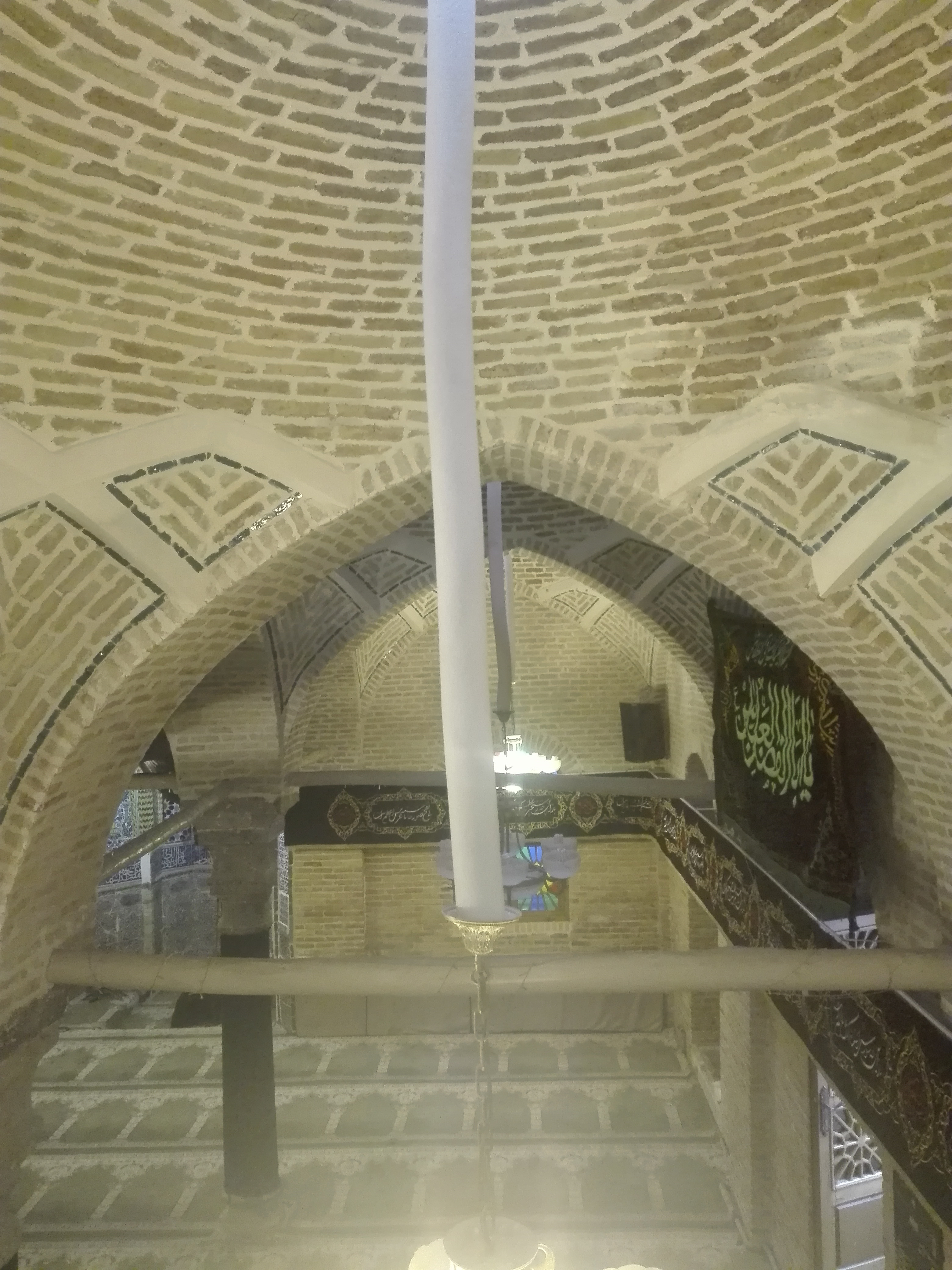
مسجد نظام الدوله
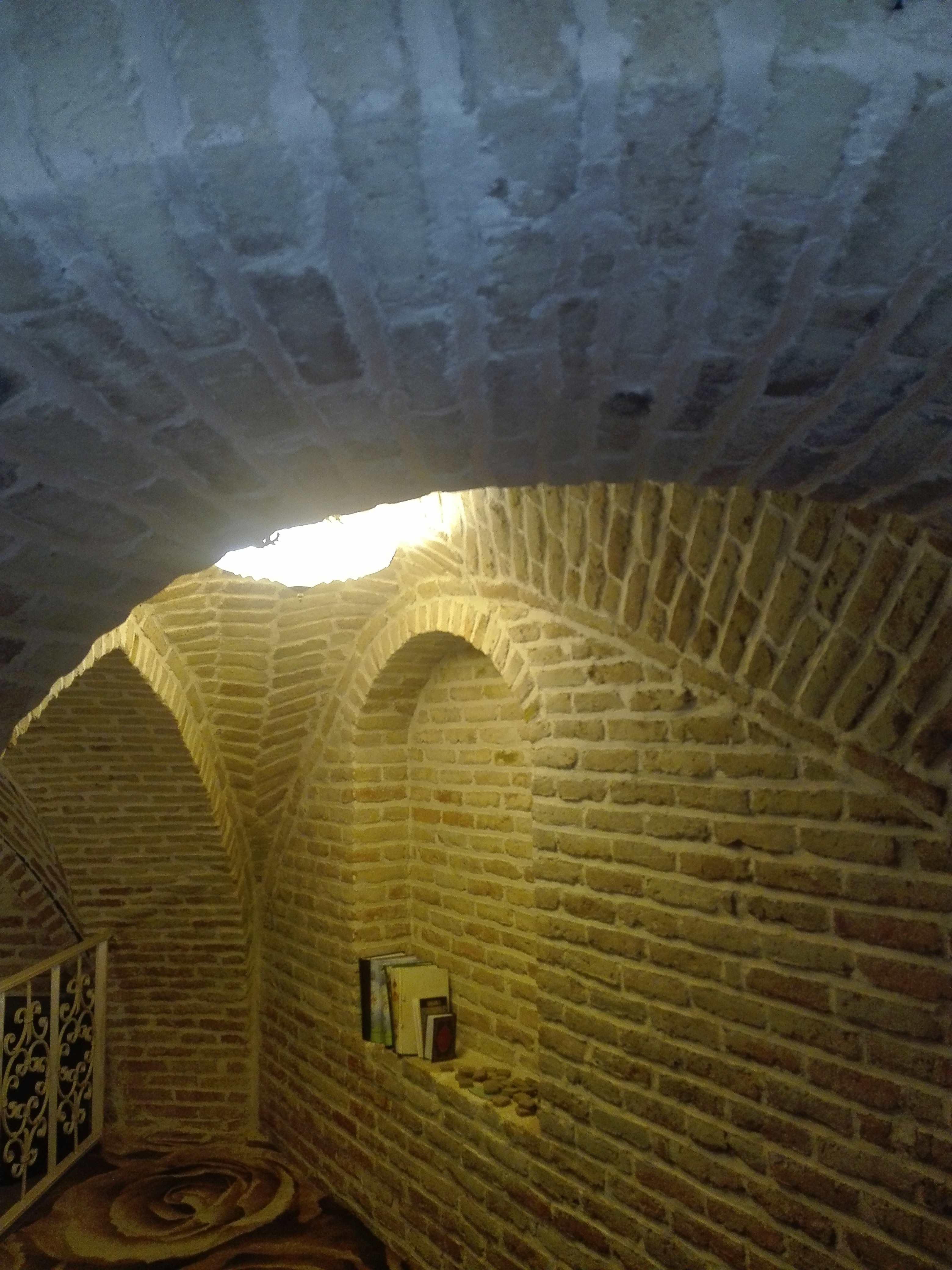
مسجد نظام الدوله